# Losýnivka
Losýnivka (ucraniano: Лоси́нівка) es un sélyshche de Ucrania perteneciente al raión de Nizhyn de la óblast de Chernígov.
En 2022, la localidad tenía una población de 3583 habitantes. Es sede de un municipio que incluye como pedanías veinte localidades rurales, con una población municipal total de unos trece mil habitantes. El municipio fue creado en 2016 mediante la fusión del ayuntamiento urbano de Losýnivka (que hasta entonces solamente incluía como pedanía a Pohrebets) con los vecinos consejos rurales de Víktorivka, Salne, Teréshkivka, Shatura y Shniákivka, a los que se añadieron en 2020 los consejos rurales de Hálytsia, Daniná, Peremoha y Svitánok.
Se ubica unos 20 km al sur de la capital distrital Nizhyn.

## Historia
Se conoce la existencia de la localidad en documentos desde 1627, cuando era un área rural llamada "Losyni Holovy" (Лосині голови) en la República de las Dos Naciones. El área pertenecía al voivodato de Chernígov. Tras la rebelión de Jmelnitski, en un documento de 1667 aparece por primera vez el pueblo con su topónimo actual. Durante varios siglos fue una localidad rural, pero se desarrolló notablemente como el núcleo comercial principal de su zona, por lo que a finales del siglo XIX llegó a tener más de seis mil habitantes. Debido a esta importancia agrícola, la RSS de Ucrania estableció aquí la sede de un raión en 1923, que en los años siguientes pasó a ser el centro administrativo de seis granjas colectivas. En 1958, cuando todavía tenía más de seis mil habitantes, adoptó el estatus de asentamiento de tipo urbano. Sin embargo, en 1962 perdió el estatus de capital distrital al integrarse en el raión de Nizhyn. Desde entonces, el asentamiento está en una situación de declive demográfico.